# Fumée noire
Fumée noire è un film muto del 1920 diretto da René Coiffard e da Louis Delluc.